# Bučka (revija)
Bučka je bila otroška literarna revija, namenjena predvsem predšolskim otrokom. Dvomesečnik je postala aprila 2007. Pripadala je sklopu revij, ki jih je izdajal Novium, d.o.o., poleg revij Cool, SWpower in Bim Bam. 
Prva številka je izšla julija leta 2004 pod uredniškim vodstvom Maje Borin. Kasneje je urejanje revije prevzela Ksenija Orosel. Od novembra 2005 je revijo urejala Helena Imperl. Med ilustratorji so bili Marta Bartolj, Tina Brinovar, Nina Drol, Tina Krašovec, Polona Kosec in Alenka Vuk.
Večkrat je bila priložena zvočna zgoščenka. Zadnja številka je izšla leta 2009.